# FC 파스 조누비 잠
FC 파스 조누비 잠(페르시아어: باشگاه فوتبال پارس جنوبی جم)는 잠을 연고로 하는 이란의 축구단이다. 현재 페르시안 걸프 프로리그에 참가하고 있다.

## 선수 명단

### 현역
참고: FIFA 자격 규정에 따라 소속된 국가대표팀 국기를 표시합니다. 선수는 복수의 FIFA 비회원국 국적을 가지고 있을 수 있습니다.
| 번호 | 포지션 | 국적 | 이름 |
| ---- | ------ | ---- | ---- |

| 번호 | 포지션 | 국적 | 이름 |
| ---- | ------ | ---- | ---- |

## 역대 감독
| 감독              | 임기   |
| ----------------- | ------ |
| 모함마드 노스라티 | 2020 ~ |

틀:FC 파스 조누비 잠
틀:FC 파스 조누비 잠 선수 명단
틀:FC 파스 조누비 잠 감독